# Andrijiwka (Bilhorod-Dnistrowskyj)
Andrijiwka (ukrainisch Андріївка; russisch Андреевка Andrejewka, rumänisch Andreeni) ist ein Dorf in der ukrainischen Oblast Odessa mit etwa 1200 Einwohnern (2001).

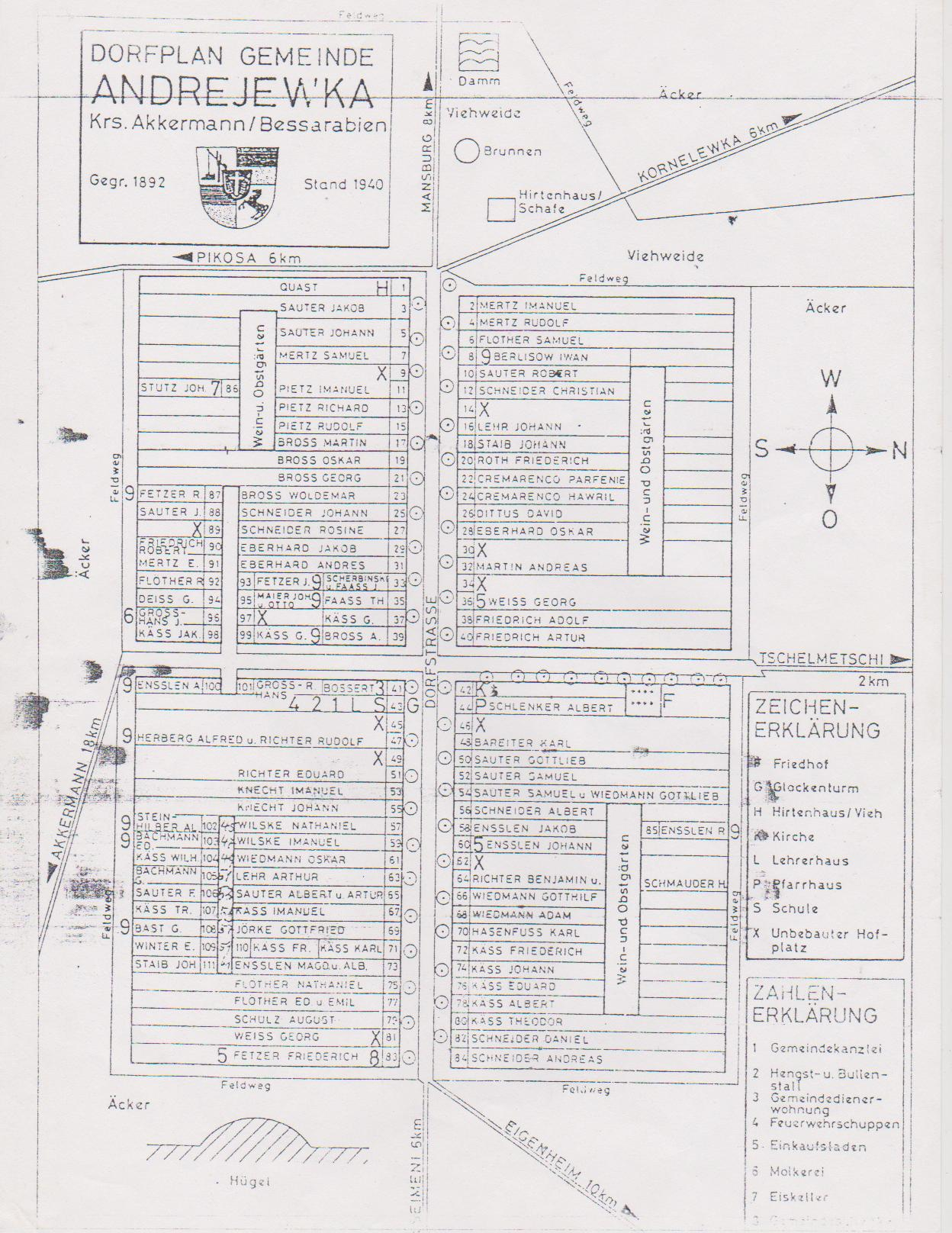
Dorfplan von 1940

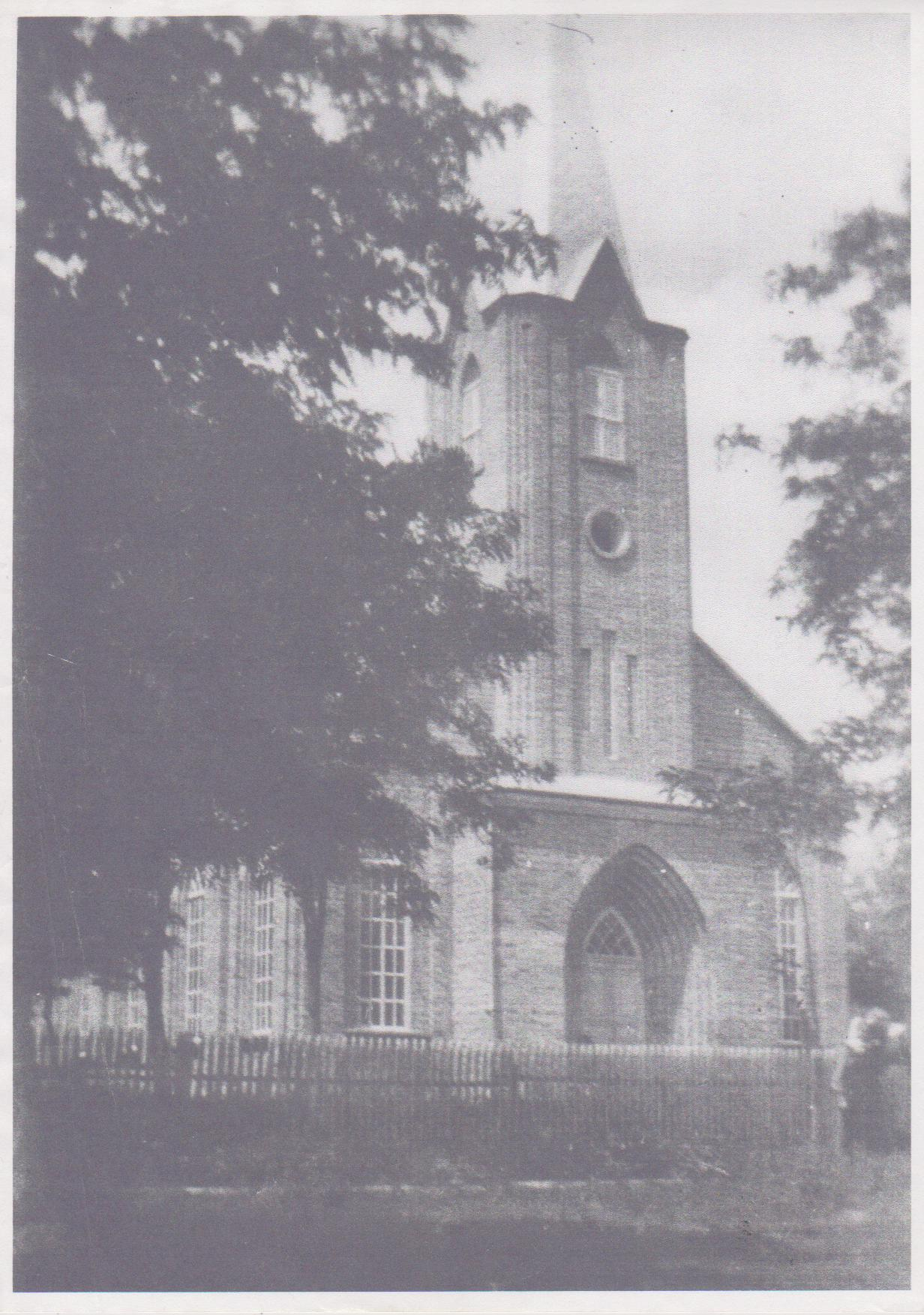
Lutherische Kirche 1930

Das 1892 von deutschen Siedlern gegründete Dorf (weitere Quellen nennen das Jahr 1824 bzw. 1839) lag bis 1917 im russischen Gouvernement Bessarabien und in der Zwischenkriegszeit im Königreich Rumänien. Die Einwohnerzahl betrug 1905 252 Personen und 1939 423 Bewohner, von denen 415 deutschstämmig waren.
Seit 2020 gehört Andrijiwka administrativ zur Landgemeinde Moloha (Мологівська сільська громада) im Rajon Bilhorod-Dnistrowskyj. Zuvor war das Dorf eine eigenständige Landratsgemeinde.
Die Ortschaft liegt auf einer Höhe von 84 m, 15 km westlich vom Gemeindezentrum Moloha (Молога), 25 km westlich vom Rajonzentrum Bilhorod-Dnistrowskyj und etwa 80 km südwestlich vom Oblastzentrum Odessa.
Vier Kilometer westlich vom Dorf verläuft die Fernstraße M 15/E 87.